# Matthias Legler
Matthias Legler (...) è un ex bobbista tedesco.

## Biografia
Viene ricordato come vincitore di una medaglia d'argento nella sua disciplina, vittoria avvenuta ai campionati mondiali del 1985 (edizione tenutasi a Cervinia, Italia) insieme ai suoi connazionali Detlef Richter, Dietmar Jerke e Bodo Ferl
Nell'edizione l'oro andò all'altra nazionale tedesca e il bronzo alla svizzera.